# 桑巴卡朱
09°06′S 15°33′E / 9.100°S 15.550°E
桑巴卡朱（葡萄牙語：Samba Caju），是安哥拉的城鎮，位於該國西北部，由北廣薩省負責管轄，面積2,485平方公里，海拔高度1,218米，2014年人口31,943，人口密度每平方公里13人。